# Rita Dove
Rita Frances Dove (ur. 28 sierpnia 1952) – amerykańska poetka i pisarka, druga afroamerykańska laureatka Nagrody Pulitzera w dziedzinie poezji. 

## Rys biograficzny
Urodziła się i wychowała w Akron w stanie Ohio, w doskonałych warunkach rozwojowych. 
W 1970 Dove ukończyła Buchtel High School w Akron z zaszczytnym tytułem Presidential Scholar w ramach programu Departamentu Edukacji, uznającego osiągnięcia naukowe absolwentów szkół średnich. W 1973 ukończyła Miami University z wyróżnieniem summa cum laude. W 1974 wyjechała na Uniwersytet Eberharda Karola w Tybindze w Niemczech w ramach kilkuletniego stypendium Fulbrighta. Trzy lata później uzyskała na University of Iowa stopień Master of Fine Arts (MFA). 
W latach 1993–1995 i w 1999 piastowała stanowisko federalne Poet Laureate Consultant in Poetry to the Library of Congress. 
W latach 1994–2000 była senatorem (członkinią rady zarządzającej) bractwa Phi Beta Kappa. Obecnie jest kanclerzem Academy of American Poets oraz członkinią American Philosophical Society, American Academy of Arts and Sciences, American Academy of Arts and Letters.

### Nagrody i odznaczenia
- Nagroda Pulitzera (1987), za zbiór wierszy pt.: Thomas and Beulah
- Tytuły Doctor honoris causa dwudziestu dwóch uczelni
- National Humanities Medal (1996)
- Charles Frankel Prize (1996)
- Heinz Award, w dziedzinie Arts and Humanities (1997)
- Common Wealth Award of Distinguished Service, w dziedzinie literatury, (2006)
- Library of Virginia Lifetime Achievement Award (2008)
- Fulbright Lifetime Achievement Medal (2009)
- Premio Capri (2009)
- National Medal of Arts (2011)

### Poezje
- Sonata Mulattica. New York: Norton, 2009.
- American Smooth. New York: Norton, 2004.
- On the Bus with Rosa Parks. New York: Norton, 1999.
- Mother Love. New York: Norton, 1995.
- Selected Poems. Pantheon/Vintage, 1993.
- Grace Notes (poems). New York: Norton, 1989.
- Thomas and Beulah. Carnegie Mellon, 1986.
- Museum. Carnegie Mellon, 1983.
- The Yellow House on the Corner. Carnegie Mellon, 1980.

#### Wybrane wiersze wydane osobno
- "The Bridgetower." The New Yorker 84.38 (24 listopada 2008): s. 90-91.

### Szkice, eseje
- The Poet's World. Washington, DC: The Library of Congress, 1995.

### Inscenizacje, teatr
- The Darker Face of the Earth. Story Line Press, 1994; revised 2nd ed., 1996; uzup. 3. wydanie, 2000.

### Powieści
- Through the Ivory Gate. Pantheon, 1992.

### Opowiadania
- Fifth Sunday. Callaloo Fiction Series, 1985.